# Alasdair MacIntyre
Pour l’article homonyme, voir MacIntyre.
Alasdair Chalmers MacIntyre, né le 12 janvier 1929 à Glasgow (Écosse) et mort le 21 mai 2025 à South Bend en Indiana, est un philosophe britannico-américain. 
Il s'est rendu célèbre pour ses contributions à la philosophie morale et politique. Il est également réputé pour son travail en histoire de la philosophie et en théologie.

## Biographie
Alasdair MacIntyre a étudié à l'université Queen Mary de Londres, puis à l'université de Manchester, et est ensuite enseignant-chercheur à l'université Notre-Dame-du-Lac dans l'Indiana aux États-Unis.
Alasdair MacIntyre est souvent apparu comme un intellectuel nomade : il a en effet enseigné dans de très nombreuses universités américaines, entre autres l'université de Boston et les universités Duke, Brandeis et Vanderbilt. Il a été président de la Société américaine de philosophie. 
Il a épousé la philosophe Lynn Joy. Alasdair Chalmers MacIntyre meurt le 21 mai 2025 à l’âge de 96 ans.

## Œuvre
Son œuvre rencontre un public nombreux, qui dépasse largement le cadre universitaire [réf. nécessaire]. Il y a plusieurs raisons à cela : tout d'abord sa capacité à présenter de manière simple des enjeux philosophiques complexes et historiquement controversés. Alors que la philosophie analytique met l'accent sur l'exposition logique des arguments, MacIntyre préfère « raconter des histoires » (au travers d'une démarche perspicace de recomposition historique) afin de résoudre les problèmes délicats que posent la philosophie morale, l'histoire des idées, l'éthique, la raison pratique, Aristote, Collingwood ou Saint Thomas d'Aquin. Il se place clairement dans une tradition occidentale où la pratique de la philosophie tire un grand profit de l'histoire de la pensée, dans la lignée de Croce, Hegel, Heidegger, Collingwood et bien d'autres.
De façon plus spécifique, MacIntyre est une figure majeure du récent regain d'intérêt pour l'éthique de la vertu, voire celle de l'éthique de la sollicitude, qui donne au problème de la moralité et à l'importance du corps et du don une portée effective sur la conduite de l'être humain. Dans Dependent rational animals: Why human beings need the virtues (1999), il considère ainsi que la morale ne peut se penser en dehors de la biologie et qu'il faut considérer l'homme comme un être incarné, plutôt que de le concevoir comme pur esprit rationnel selon une conception dualiste, représentée en particulier par la philosophie morale kantienne. Il insiste en outre sur la vulnérabilité et les soins, culminant dans ce qu'il considère comme des « biens communs ».
Le philosophe et ses disciples s'intéressent tout particulièrement aux problèmes moraux en ce qu'il mettent en jeu ce qui constitue l'être humain, alors que ceux qui n'adoptent pas la démarche de MacIntyre ont une approche plus éparse de problèmes éthiques auxquels le grand public porte un grand intérêt, comme l'avortement ou les droits politiques des homosexuels. MacIntyre n'est pas muet sur ces sujets, mais il s'y intéresse dans une perspective plus large, moins fondée sur des règles immuables.
MacIntyre cherche plus à comprendre les décisions prises qu'à trouver une règle absolue permettant de choisir l'attitude à adopter dans un éventuel cas semblable. Il est perspectiviste sur le plan de la morale, et croit inutile de tenter à tout prix de déterminer des règles de comportement absolues, que ce soit par le biais de l'impératif catégorique kantien ou du calcul utilitariste de la maximisation de l'utilité et du bien-être.
Dans cette approche de la philosophie morale, le jugement droit des individus s'enracine dans le développement d'un caractère tourné vers le bien. On ne peut parler de bien et de mal qu'au travers de ce qu'une personne vertueuse décide, affirme ou fait. C'est là un concept aristotélicien, du même ordre que l'idée d'un individu aux sens expérimentés et éduqués comme un dégustateur de vin : il n'y a aucun sens à affirmer que le vin X est le meilleur au monde, en revanche il est possible d'affirmer avec raison que le dégustateur Y a reçu une formation de qualité, est mondialement connu pour ce qu'il dit du vin et que si selon lui les vins 1, 2 et 3 sont extraordinaires, il est fort probable qu'ils le soient en effet. Cet exemple souligne, selon MacIntyre, que les jugements des personnes vertueuses joueraient un rôle plus important dans la détermination du bien et du mal que les canons moraux qui prétendent remplir cette fonction.
Alasdair MacIntyre soutient que les biens moraux devraient être définis d'après l'avis d'un ensemble de personnes exerçant les vertus dans leur vie de tous les jours (ce que MacIntyre appelle les biens internes) et non d'après l'étude de phénomènes indépendants de la pratique comme l'obligation d'un agent moral (éthique déontologique) ou les conséquences d'un acte moral particulier (utilitarisme). L'éthique de la vertu, dans le monde universitaire occidental, est associée généralement aux philosophes pré-modernes, antérieurs à Kant ; pour MacIntyre, certaines approches antiques ou médiévales de la morale se révèlent plus perspicaces que les approches modernes, un point de vue que défendent d'autres philosophes comme G. E. M. Anscombe, Bernard Williams (un critique de MacIntyre néanmoins, qu'il estime davantage être un historien des idées plutôt qu'un philosophe pour deux de ses ouvrages majeurs, et qui en est venu plus tard pour lui-même à la méthode généalogique) ou Martha Nussbaum. Simon Blackburn a sévèrement critiqué les positions de MacIntyre (dans son compte-rendu de After Virtue, il les qualifie au terme de sa conclusion de « journalistiques »).

## Publications

### Ouvrages
- Marxism: An Interpretation. Londres : SCM Press, 1953
- 1955 (édité avec Antony Flew). New Essays in Philosophical Theology. Londres : SCM Press, 1955
- A Short History of Ethics. London and New York: Routledge & Kegan Paul, 1966 ; 2e édition : 1998
- The Unconscious: A Conceptual Analysis, Londres : Routledge & Kegan Paul, 1958
- Difficulties in Christian Belief. Londres : SCM Press, 1959
- Hume's Ethical Writings. (ed.) New York : Collier, 1965
- Secularization and Moral Change, The Riddell Memorial Lectures, Oxford University Press, 1967
- (avec Paul Ricœur). The Religious Significance of Atheism. New York : Columbia University Press, 1969
- Herbert Marcuse: An Exposition and a Polemic, New York : The Viking Press, 1970
- Marcuse, Londres : Fontana Modern Masters, 1970
- Against the Self-Images of the Age: Essays on Ideology and Philosophy, Londres : Duckworth, 1971
- After Virtue, University of Notre Dame Press, 1981
- Whose Justice? Which Rationality?, University of Notre Dame Press, 1988
- Three Rival Versions of Moral Enquiry, The Gifford Lectures, University of Notre Dame Press, 1990
- First Principles, Final Ends, and Contemporary Philosophical Issues, Milwaukee : Marquette University Press, 1990
- Marxism and Christianity, 1995, Londres : Duckworth
- The MacIntyre Reader, Knight, Kelvin, ed. University of Notre Dame Press, 1998
- Dependent Rational Animals: Why Human Beings Need the Virtues, Chicago : Open Court, 1999
- Kierkegaard After Macintyre: Essays on Freedom, Narrative, and Virtue,  (avec Anthony Rudd et John Davenport), Chicago : Open Court, 2002
- Edith Stein: A Philosophical Prologue, 1913-1922, Rowman & Littlefield Publishers, 2005
- The Tasks of Philosophy: Selected Essays, Volume 1, Cambridge University Press, 2006
- Ethics and Politics: Selected Essays, Volume 2, Cambridge University Press, 2006
- The End of Education: The Fragmentation of the American University, Commonweal, 20 octobre 2006 / Volume CXXXIII, numéro 18.
- (Blackledge, P. & Davidson, N., eds.), Alasdair MacIntyre's Early Marxist Writings: Essays and Articles 1953-1974, Leiden : Brill, 2008
- God, philosophy, universities: A Selective History of the Catholic Philosophical Tradition , Rowman & Littlefield, 2009
- Living Ethics, Excerpt, « The Nature of The Virtues », Minch & Weigel, 2009

### Ouvrages traduits en français
- Marcuse, Éditions Seghers, 1970
- Quelle justice? Quelle rationalité? [« Whose Justice? Which Rationality? »], PUF, 1993, 448 p. (ISBN 978-2130447436)
- Après la vertu [« After Virtue »], PUF, 1997, 288 p. (ISBN 978-2130478966)
- L'homme, cet animal rationnel dépendant : Les vertus de la vulnérabilité [« Dependent Rational Animales: Why Human Beings Need the Virtues »], Tallandier, 2020, 256 p. (ISBN 979-1021035829)